# Hyperpop
Hyperpop is een microgenre gekenmerkt door een vervormde, elektrische en maximalistische benadering van popmuziek. Grote namen binnen hyperpopkringen zijn producers zoals A. G. Cook, SOPHIE en het duo 100 gecs, en artiesten als Charli XCX, Dorian Electra, Rico Nasty en Rina Sawayama.
Het genre kreeg aanzienlijke bekendheid door een officiële hyperpop-afspeellijst op Spotify in augustus 2019 en het gebruik van het genre op andere internetplatformen zoals TikTok.

## Ontstaan
De term 'hyperpop' ontstond in een gemeenschap van luisteraars van nightcore-remixen op SoundCloud. Vervolgens werd het begrip vanaf 2014 gebruikt in verwijzing naar het in 2013 gestichte platenlabel PC Music van muzikant en producent A. G. Cook, vertelt Glenn McDonald, een 'data-alchemist' bij Spotify, verantwoordelijk voor het opsporen en in kaart brengen van microgenres. Volgens recensent Chal Ravens van Pitchfork is Cooks label van 'fundamentele invloed [geweest] op de huidige vorm van hyperpop' en is het een grote inspiratie geweest voor hedendaagse hyperpopartiesten als Dorian Electra, Rina Sawayama en 100 gecs.
Waar A. G. Cook ook wel de 'peetvader' van hyperpop genoemd wordt, heeft het duo 100 gecs het stokje van hem overgenomen. Zij worden bestempeld als 'de nieuwe heersers van het genre'. Daarnaast wordt producente SOPHIE, die nauw verbonden wordt met PC Music en stichter Cook, ook gezien als een 'innovatieve producente en performer' en als 'zeer invloedrijk' voor hyperpopartiesten, niet te min omdat zij zowel op 'de experimentele randjes van dance-muziek' als op 'het centrum van pop' werkzaam was met artiesten zoals Madonna. Een andere mainstream-artiest met invloeden van hyperpop is Britse zangeres Charli XCX, van wie de mixtape Pop 2, geproduceerd door onder andere A. G. Cook en SOPHIE, 'pop (...) een facelift geeft voor de moderne tijd' volgens Eli Enis van de website Vice. Ook haar album How I'm Feeling Now, gemaakt in samenwerking met onder andere Cook, PC Music-verwante producent Danny L Harle en Dylan Brady van 100 gecs, wordt aangeduid als een 'hyperpop-meesterwerk'.

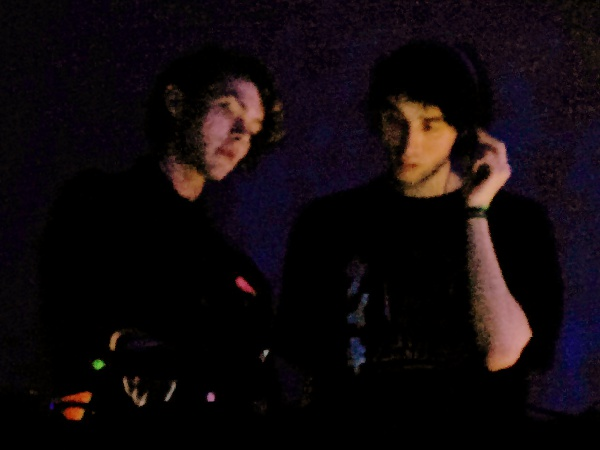
SOPHIE (links) en A. G. Cook (rechts) zijn van grote invloed geweest op het gebied van hyperpop.

### Populariteit
De populariteit van hyperpop kwam als gevolg van een hyperpop-afspeellijst op Spotify in augustus 2019, die nog steeds als een primaire bron voor het bevorderen van hyperpop geldt. Hoewel de benaming 'hyperpop' al sinds 2014 opgemerkt werd in relatie tot de muziek van PC Music, ging deze pas een jaar voor het aanmaken van de afspeellijst door als microgenre volgens data van Spotify. Lizzy Szabo, de hoofdbeheerder van de afspeellijst, noemde de opkomst van 100 gecs op online platformen als een belangrijke aanleiding om zich te verdiepen in het microgenre en welke artiesten erin actief waren. De artieste osquinn legde verder aan The New York Times uit dat de afspeellijst van groot belang is voor hyperpopartiesten en dat 'er mensen waren die letterlijk leefden van dat Spotify-inkomen'. Naast de populariteit van 100 gecs genoot hyperpop van nog meer bekendheid toen 'SugarCrash!' van de 17-jarige EllyOtto viral ging op het platform TikTok.

## Kenmerken
Hyperpop is een zeer uiteenlopend genre, waardoor veel artiesten de term arbitrair vinden en het zelfs beschreven wordt als een genre voor muziek zonder genre. Laura Les van 100 gecs stelt dat hyperpop nog in de kinderschoenen staat en dat men nog de regels ervan aan het schrijven is. Lizzy Szabo van Spotify stelde daarentegen wel dat 'hyperpop een genre [is], maar [dat] het ook een artiest en een gemeenschap van luisteraars [is].'
Er zijn echter wel overeenkomsten tussen uitvoerders van hyperpop te vinden. Eli Enis van Vice noemt 'rap', 'emo en lo-fi trap', 'trance, dubstep en chiptune' als sterke invloeden voor de muziekstijl, maar stelt het 'opereren binnen de context van pop[muziek]' als voorwaarde voor hyperpop. Will Pritchard van The Independant voegt daaraan toe door voor hyperpop de volgende karakteriseringen op te sommen: 'aan de zang is vaak erg gesleuteld; een metallische, hoge percussie voegt melodische tegengeluiden toe' en 'een glimmende, schattige uitstraling wordt in tegenstelling gezet tot angstige teksten'. Verder geeft hij ook de volgende typeringen: 'zelfverwijzend, humoristisch', 'surrealis[tisch]', 'kort en flitsend' met titels vaak 'gestileerd in onderkast' en 'avant-garde'. Hyperpop wordt ook wel vergeleken met andere 'chaotische jongerentrend[s]' die een reactie zijn tegen de huidige tijdgeest, zoals 'hardcore', 'gangstarap' en 'grunge'.